# Liste des conseillers départementaux de l'Aude
Pour un article plus général, voir Conseil départemental de l'Aude.
Cet article présente les trente-huit conseillers départementaux de l'Aude.

## Liste des conseillers départementaux

### Mandature 2021-2028
La composition de l'assemblée départementale de cette mandature est issue des élections départementales de 2021 dans l'Aude.
| Canton                          | Conseiller départemental    | Étiquette | Étiquette         |
| ------------------------------- | --------------------------- | --------- | ----------------- |
| La Piège au Razès               | Marie-Christine Bourrel     |           | PS                |
| La Piège au Razès               | André Viola                 |           | PS                |
| Carcassonne-1                   | Magali Bardou               |           | DVD               |
| Carcassonne-1                   | François Mourad             |           | DVD puis Horizons |
| Carcassonne-2                   | Thierry Lecina              |           | PS                |
| Carcassonne-2                   | Tamara Rivel                |           | PS                |
| Carcassonne-3                   | Maria Conquet               |           | PS                |
| Carcassonne-3                   | Daniel Dediès               |           | EÉLV              |
| Le Bassin chaurien              | Éliane Brunel               |           | PS                |
| Le Bassin chaurien              | Patrick Maugard             |           | DVG               |
| Les Basses Plaines de l'Aude    | Didier Aldebert             |           | DVG               |
| Les Basses Plaines de l'Aude    | Séverine Mateille           |           | PRG               |
| Les Corbières                   | Hervé Baro                  |           | PS                |
| Les Corbières                   | Kattalyn Fortuné            |           | EÉLV              |
| Le Lézignanais                  | Valérie Dumontet            |           | PS                |
| Le Lézignanais                  | Sébastien Gasparini         |           | PCF               |
| La Région-Limouxine             | Pierre Durand               |           | PS                |
| La Région-Limouxine             | Marie-Ange Larruy           |           | PCF               |
| La Malepère à la Montagne Noire | Paul Griffe                 |           | PS                |
| La Malepère à la Montagne Noire | Chloé Danillon              |           | PS                |
| Narbonne-1                      | Francis Morlon              |           | EÉLV              |
| Narbonne-1                      | Magali Vergnes              |           | PS                |
| Narbonne-2                      | Sandrine Sirvent            |           | EÉLV              |
| Narbonne-2                      | Jean-Luc Durand             |           | PRG               |
| Narbonne-3                      | Patrick François            |           | PS                |
| Narbonne-3                      | Hélène Sandragné            |           | PS                |
| Haute-Vallée de l'Aude          | Joëlle Chalavoux            |           | EÉLV              |
| Haute-Vallée de l'Aude          | Anthony Chanaud             |           | DVG               |
| Le Haut-Minervois               | Alain Ginies                |           | PS                |
| Le Haut-Minervois               | Françoise Navarro-Estalle   |           | PS                |
| Le Sud-Minervois                | Dominique Godefroid         |           | DVG               |
| Le Sud-Minervois                | Christian Lapalu            |           | DVG               |
| Les Corbières Méditerranée      | Henri Martin                |           | DVD               |
| Les Corbières Méditerranée      | Marie-Christine Théron-Chet |           | LR                |
| Montagne d'Alaric               | Philippe Rappeneau          |           | PS                |
| Montagne d'Alaric               | Caroline Cathala            |           | PS                |
| Vallée de l'Orbiel              | Muriel Cherrier             |           | PS                |
| Vallée de l'Orbiel              | Christian Raynaud           |           | PS                |

### Mandature 2015-2021
La composition de l'assemblée départementale de cette mandature est issue des élections départementales de 2021 dans l'Aude.